# Chinese Futsal League
La Chinese Football Association Futsal League, denominata Futsal League, è il massimo campionato di futsal in Cina. La Futsal League è stata fondata nel 2004 e non presenta retrocessioni.

## Squadre
- Wuhan Dilong
- Shanghai Xu
- Beijing University of Technology
- Dalian Red
- Chengdu
- Guangzhou
- Nanchino
- Henan Jianye
- Zhejiang Huanglong
- Qingdao occidentale
- Shenzhen Nanling

## Albo d'oro
| Stagione | Vincitore        |
| -------- | ---------------- |
| 2004     | G. Guowang       |
| 2005     | Wuhan Dilong     |
| 2006     | Wuhan Dilong     |
| 2007     | Wuhan Dilong     |
| 2008     | Wuhan Dilong     |
| 2009     | Wuhan Dilong     |
| 2010     | Wuhan Dilong     |
| 2011     | Shenzhen Nanling |
| 2012     | Shenzhen Nanling |
| 2013     | Shenzhen Nanling |
| 2014     | Shenzhen Nanling |